# منتخب المجر تحت 21 سنة لكرة القدم
منتخب المجر تحت 21 سنة لكرة القدم هو الممثل الرسمي لـ المجر في بطولات كرة القدم تحت 21 سنة. يشارك الفريق في بطولة أوروبا تحت 21 لكرة القدم التي تقام كل عامين.